# Jardin de Ridván
Le jardin de Ridván (littéralement « jardin du paradis »), ou jardin Najibiyyih, était un jardin boisé situé dans ce qui est aujourd'hui l'arrondissement Rusafa de la ville de Bagdad, au bord du Tigre. Le jardin est principalement connu comme étant le lieu où Bahá'u'lláh, fondateur de la foi bahá'íe, séjourna douze jours, du 21 avril au 2 mai 1863, après qu'il eut reçu l'ordre de l'Empire ottoman de s'exiler à Constantinople. Durant son séjour dans le jardin, Bahá'u'lláh annonça à ses adeptes qu'il était « Celui que Dieu rendra manifeste », la figure messianique dont le Bāb avait prévu la venue. Ces évènements sont rappelés de façon annuelle durant le festival de Ridván.

## Emplacement et apparence

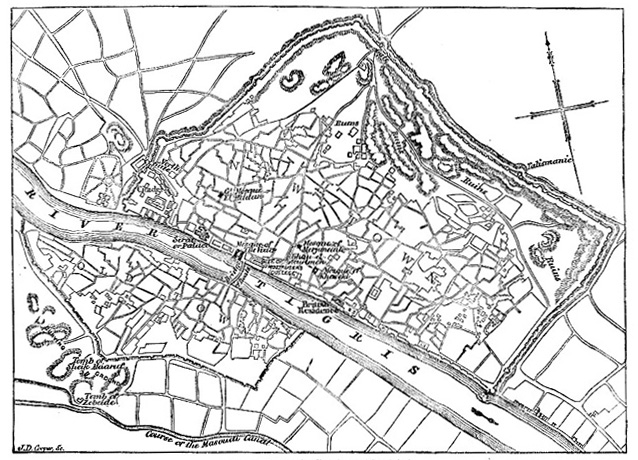
Baghdad dans les années 1850. Le jardin est situé à la gauche de cette carte, en amont du Tigre.

Le jardin était situé dans un champ agricole au nord des murs de la ville de Bagdad, à peu près de 450 m de la porte nord, dite Mu'azzam. Située sur la rive est du Tigre, dans ce qui est maintenant le quartier Bab al-Mu'azzam de l'arrondissement Rusafa de la ville de Bagdad, il se trouvait en face du quartier sur la rive ouest où vivait Bahá'u'lláh durant son séjour à Bagdad,.
Durant les années 1850, des agents de la marine de l'Inde réalisèrent un plan de la ville montrant l'emplacement du jardin adjacent à la citadelle. Le plan décrit un jardin à quatre avenues se rejoignant dans une place circulaire au centre. Une structure est indiquée au bord du jardin en face du fleuve, peut-être le palais du jardin. Les témoignages tirés des écrits bahá'ís décrivent le jardin comme étant boisé, ayant « quatre avenues bordées de fleurs » pleines de roses. Celles-ci étaient cueillies chaque jour par des jardiniers durant le séjour de Bahá'u'lláh, et empilées dans sa tente, pour être offertes aux visiteurs durant chaque journée. « Si grande était la pile » décrit le chroniqueur Nabíl-i-A`zam, « que lorsque ses compagnons se rassemblaient pour boire leur thé matinal, ils auraient été incapables de se voir les uns les autres à travers. » Les rossignols auraient été nombreux à chanter fort dans le jardin. Leur chant, ensemble avec le parfum des roses, aurait « créé une atmosphère de beauté et d'enchantement. » Au bord du fleuve, en amont du palais du jardin, se trouvait un espace ouvert où les compagnons de Bahá'u'lláh auraient dressé une tente pour lui, autour de laquelle d'autres tentes seraient dressées pour sa famille.
En quittant la ville pour Constantinople, la caravane de Bahá'u'lláh avait du passer par la porte nord de la ville, faisant du jardin un point de rassemblement idéal. L'accès au jardin dès la rive ouest du Tigre se faisait par bateau traversier (comme c'était le cas de Bahá'u'lláh) ou par pont flottant (comme c'était le cas du gouverneur et les autres visiteurs et compagnons qui suivirent,.

## Histoire

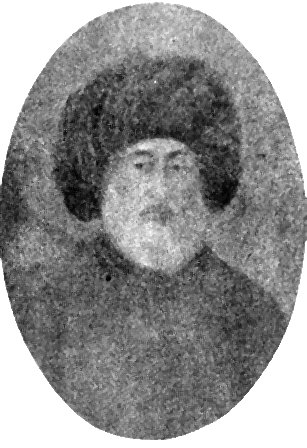
Muhammad Najib Pasha.

Le jardin Najibiyyih, tel qu'il était connu d'abord, prit son nom du wali (gouverneur) de Baghdad, Muhammad Najib Pasha (1842-1847). Najib Pasha avait construit le jardin à l'emplacement d'un terrain agricole, juste en dehors des murs de la ville. Bien que Najib Pasha décéda en mai 1851, le jardin est sans doute resté en possession de ses héritiers lors de la visite de Bahá'u'lláh en avril-mai 1863.
Malgré son importance pour la communauté bahá'íe, le jardin ne lui a jamais appartenu. Le gouvernement acheta le jardin en 1870, il fut utilisé comme maison d'hôte pour le souverain d'Iran, Nasruddin-Shah, responsable de l'emprisonnement et de l'exil de Bahá'u'lláh, lors de sa visite à Baghdad en 1870. Le jardin a été modifié durant la gouvernance d'Ahmad Shafiq Midhat Pasha, wali de Baghdad de 1869 à 1872, qui a fait niveler la route d'accès et construire une nouvelle route d'à peu près de 400-500 m de longueur. Le jardin a été rasé au début du XXe siècle pour faire place à l'hôpital Royal. Un complexe médical, la Cité Médicale de Bagdad, occupe à présent le site.

## Ridván
Après avoir été emprisonné en Perse pour son implication avec la communauté babie, Bahá'u'lláh fut exilé à Bagdad par le Shah de Perse, Nasruddin-Shah, arrivant au printemps 1853. Durant la décennie suivante, l'influence de Bahá'u'lláh grandit au point que le gouvernement persan craignit qu'il pourrait s'en servir pour menacer leur souveraineté de l'étranger. En réponse, l'ambassadeur persan à Constantinople insista que Bahá'u'lláh soit banni de Bagdad, demande que le gouvernement ottoman accepta finalement.
Bahá'u'lláh arriva au jardin Najibiyyih le 22 avril, 1863, pour recevoir des visiteurs et permettre à sa famille de se préparer pour le voyage à Constantinople. Il traversa le Tigre en petit bateau, accompagné de ses fils Abdu'l-Baha, Mirza Mihdi, et Mirza Muhammad Ali, son secrétaire Mirza Aqa Jan, et quelques autres. Après leur arrivée au jardin, Bahá'u'lláh annonça pour la première fois sa mission et sa position à un petit groupe de fidèles proches. Durant les onze jours qui suivirent, il reçut de nombreux visiteurs, y compris le gouverneur de Bagdad. La famille de Bahá'u'lláh, n'ayant pas pu se joindre à lui avant le neuvième jour, dû à la crue du Tigre, arrivèrent au jardin le 30 avril, après un voyage difficile. Au douzième jour, Bahá'u'lláh, sa famille et ses compagnons quittèrent le jardin pour commencer leur voyage vers Constantinople,.
C'était Bahá'u'lláh qui a donné au jardin le nom de Ridván ("paradis") durant sa visite, et par la suite, le nom était donné au festival de Ridván (dit le « Roi des Festivals »), qui fête ses douze jours au jardin, du 21 avril au 2 mai. Certains jours du festival fêtent des évènements majeurs de la visite de Bahá'u'lláh : le premier jour fête son arrivée ; le neuvième jour, l'arrivée de sa famille ; et le douzième jour, son départ pour Constantinople. Ces trois jours sont des fêtes bahá'íes importantes, pendant lesquels le travail doit être suspendu,.